# Хлорид германия(IV)
Тетрахлорид германия — бесцветная жидкость, являющаяся промежуточным продуктом при производстве полуметалла германия. В последнее время использование GeCl4 значительно возросло благодаря применению его в качестве реагента при производстве оптического волокна.

## Получение
Большинство производных германия получаются из мелкой пыли цинковой и медной руды, несмотря на такой значительный источник, как наличие его в продукте сжигания определённых видов угля, называемых витрено.
Тетрахлорид германия — это промежуточный продукт, образующийся при очистке металла германия или его оксида GeO2.
Тетрахлорид германия может быть получен непосредственно из GeO2 растворением оксида в концентрированной соляной кислоте. Получаемая смесь дистиллируется для очищения и отделения тетрахлорида германия от других продуктов и примесей. GeCl4 может быть повторно гидролизирован с деионизизацией воды для получения чистого GeO2, который затем при участии водорода восстанавливают для получения металла германия.
Тем не менее, получение GeO2 зависит от окисленной формы германия, извлечённого из руды. Медно-свинцовые сульфиды и цинко-сульфидные руды будут служить для получения GeS2, который затем окисляется в GeO2 с окислителем, например, хлоратом натрия. Цинковая руда обжигается и спекается и может непосредственно использоваться для получения из неё GeO2. Оксид затем обрабатывается, как описано выше.

## Применение
Тетрахлорид германия используется почти исключительно в качестве вспомогательного элемента для нескольких оптических процессов. GeCl4 может быть гидролизирован непосредственно в GeO2, оксид стекла с несколькими уникальными свойствами и применением, описанным далее:

### Оптическое волокно
Наиболее значимое свойство GeO2 — высокая степень рефракции и низкое оптическое рассеивание, используемое для широкоугольных объективов камер, микроскопии и для сердечников волоконно-оптических линий. Хлорид кремния(IV) и SiCl4 вводятся с кислородом в полые стеклянные заготовки, которые осторожно нагревают, чтобы позволить реагентам окислиться до соответствующих им оксидам и образования стекла с заданными свойствами. У GeO2 высокая степень рефракции, потому изменяя уровень тетрахлорида германия можно прямо управлять общим показателем преломления в оптическом волокне. Доля GeO2 составляет около 4 % от общей массы стекла.

### Инфракрасные свойства
Германий и окисел стекла, GeO2, прозрачны в инфракрасном диапазоне. Стекло может быть изготовлено для применения в качестве инфракрасных окон и линз, использоваться в технологии изготовления приборов ночного видения в военной промышленности и в автомобилях класса «люкс». GeO2 более предпочтительнее по сравнению с другими инфракрасно-прозрачными стёклами, поскольку это стекло более прочное к механическому воздействию и, следовательно, предпочтительнее и надёжнее для военного назначения.

### Будущее применение
По состоянию на 2000 год около 15 % потребления германия в США идёт для технологии изготовления инфракрасной оптики и 50 % для оптического волокна. За последние 20 лет использование в инфракрасной технологии постоянно уменьшалось, а спрос на оптическое волокно медленно, но увеличивается. Есть мнение, что существует перепрозводство оптоволокна для оптических линий связи, и что 30-50 % действующих линий — это неиспользуемое тёмное волокно, что предполагает в будущем снижение спроса на оптику. По всему миру спрос на оптоволокно резко возрастает и такие государства, как Китай, на территории всей страны расширяют свои телекоммуникации на основе волоконно-оптических линий связи.